# Roberto Ampuero

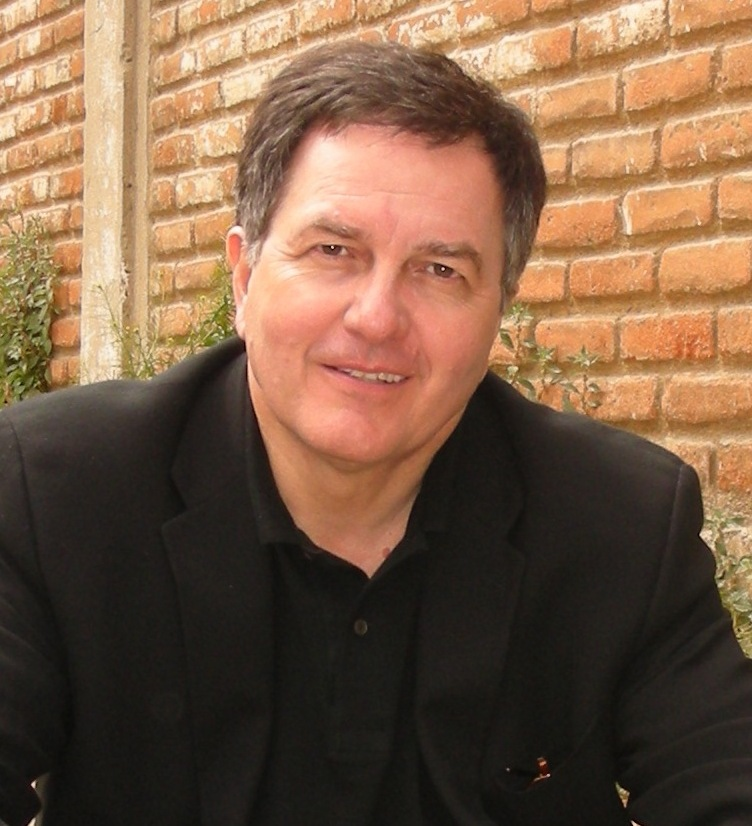
Roberto Ampuero (2008)

Roberto Ampuero Espinoza (* 1953 in Valparaíso) ist ein chilenischer Schriftsteller, Kolumnist und Diplomat.

## Leben

### Schulzeit und Studium
Roberto Ampuero Espinoza wurde in eine Familie der Mittelschicht geboren und besuchte die Deutsche Schule in Valparaiso (DSV). Über seine Schulzeit schrieb er rückblickend: „Die DSV lehrte mich, diszipliniert und gewissenhaft zu sein in dem, was ich tue, keine Zeit zu vergeuden, schwierige Situationen zu bestehen, anspruchslos, einfach zu leben und in anderen Kulturen zu leben.“ 1972 nahm er das Studium der Anthropologie (vormittags) und der Literatur (nachmittags) an der Universidad de Chile in Santiago de Chile auf und schloss sich der Kommunistischen Jugend Chiles an.

### Exil

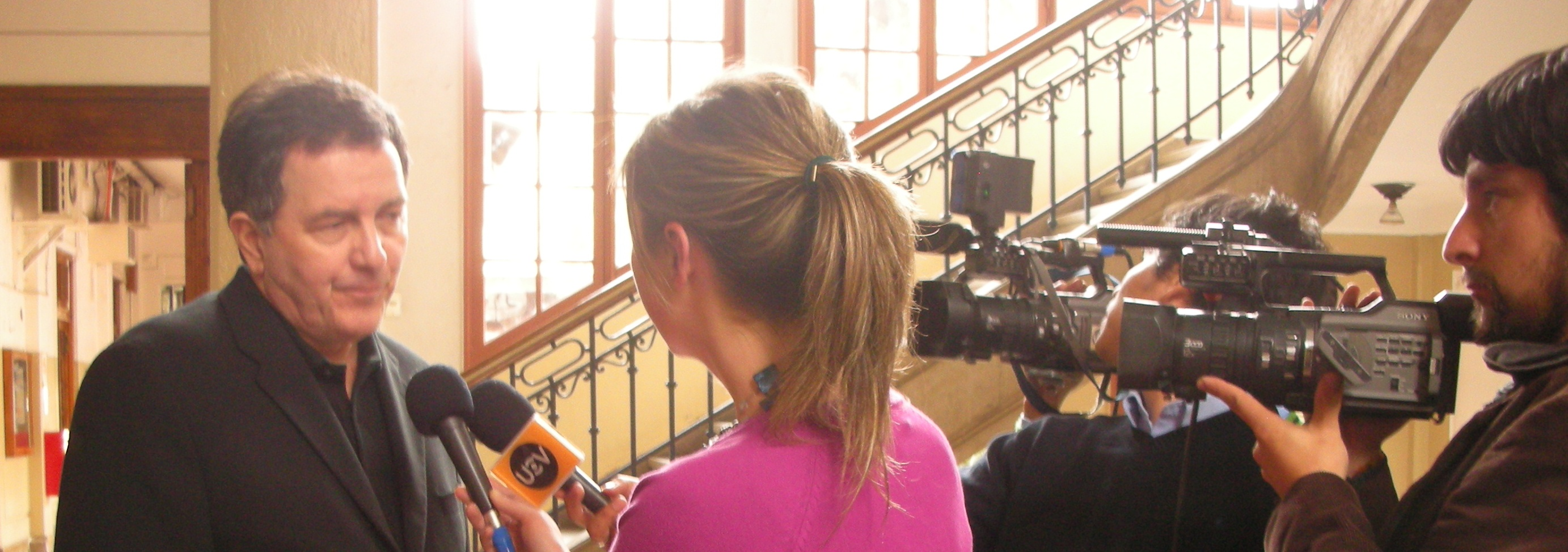
Roberto Ampuero während eines Interviews mit dem Sender PUCV.

Im Dezember 1973, drei Monate nach dem Militärputsch, konnte Roberto Ampuero in die DDR ausreisen, dank eines Stipendiums zum Studium an der Sektion Journalistik der Karl-Marx-Universität in Leipzig. Dort lernte er Margarita Flores kennen, die Tochter des kubanischen Generalstaatsanwaltes. 1974 zogen Roberto Ampuero und Margarita Flores nach Kuba und heirateten. Ihre Ehe bestand nur drei Jahre. Seine Erfahrungen erschütterten schon bald das Kuba-Bild, mit dem Ampuero ins Land gekommen war. „Die Regierung verachtete die Oppositionellen und machte sie zu Feinden. Ich kam aus einem Land, in dem es eine Tradition des Dialogs und der Freiheit gab. … [Die kubanische Regierung] ließ die Oppositionellen verhaften, erschießen und außer Landes treiben. … Als ich nach Kuba kam, zeigte sich, dass die Regierung die Opposition genauso behandelte [wie die Diktatur in Chile].“
Nach fünf Jahren in Kuba kehrte Ampuero 1979 in die DDR zurück. Er studierte ein Jahr Marxismus-Leninismus an der FDJ-Jugendhochschule „Wilhelm Pieck“ (JHSWP), danach, von 1980 bis 1983, Literaturwissenschaft und Politische Ökonomie an der Humboldt-Universität und arbeitete zugleich als Übersetzer und gelegentlich für den Verlag Neues Leben als Gutachter für Übersetzungen lateinamerikanischer Literatur.
1983 verließ Ampuero die DDR und übersiedelte in die Bundesrepublik. Er arbeitete bis 1991 als Korrespondent für die Nachrichtenagentur Inter Press Service, seit 1987 für die Zeitschrift E+Z Entwicklung und Zusammenarbeit, deren Chefredakteur er von 1990 bis 1993 war, und von 1990 bis 1993 für die spanischsprachige Redaktion der Deutschen Welle.
1984 veröffentlichte Roberto Ampuero unter dem Titel „Ein Känguruh in Bernau“ im Aufbau-Verlag einen Band mit Erzählungen, 1986 folgte im Berliner Kinderbuchverlag Der Pfirsichkrieg. Sein erster Roman ¿Quién mató a Cristián Kustermann? (dt. Titel Der Schlüssel liegt in Bonn) erschien 1993, als erster einer Serie von Kriminalromanen mit dem Detektiv Cayetano Brulé als Titelhelden. Im selben Jahr wurde Ampuero dafür mit dem Buchpreis des Verlages El Mercurio ausgezeichnet. Seitdem sind vier weitere Romane in dieser Serie erschienen, zuletzt im Jahr 2008 El caso Neruda. Zu anderen seiner Werke zählen Nuestros años verde olivo aus dem Jahr 1999, ein semi-autobiografischer Roman über sein Exil in Kuba, und die Romane Los amantes de Estocolmo (Buch des Jahres 2003 in Chile) und Pasiones griegas (ausgezeichnet als „Bester spanischsprachiger Roman des Jahres 2006“ von The People's Publishing House of China, Peking). Seine Romane erschienen in Lateinamerika und Spanien und wurden übersetzt ins Deutsche, Französische, Englische, Italienische, Chinesische, Schwedische, Portugiesische, Griechische und Kroatische.
1987 heiratete Roberto Ampuero Ana Lucrecia Rivera Schwarz. Sie war von 1989 bis 1999 guatemaltekische Botschafterin in Deutschland.

### Rückkehr nach Chile

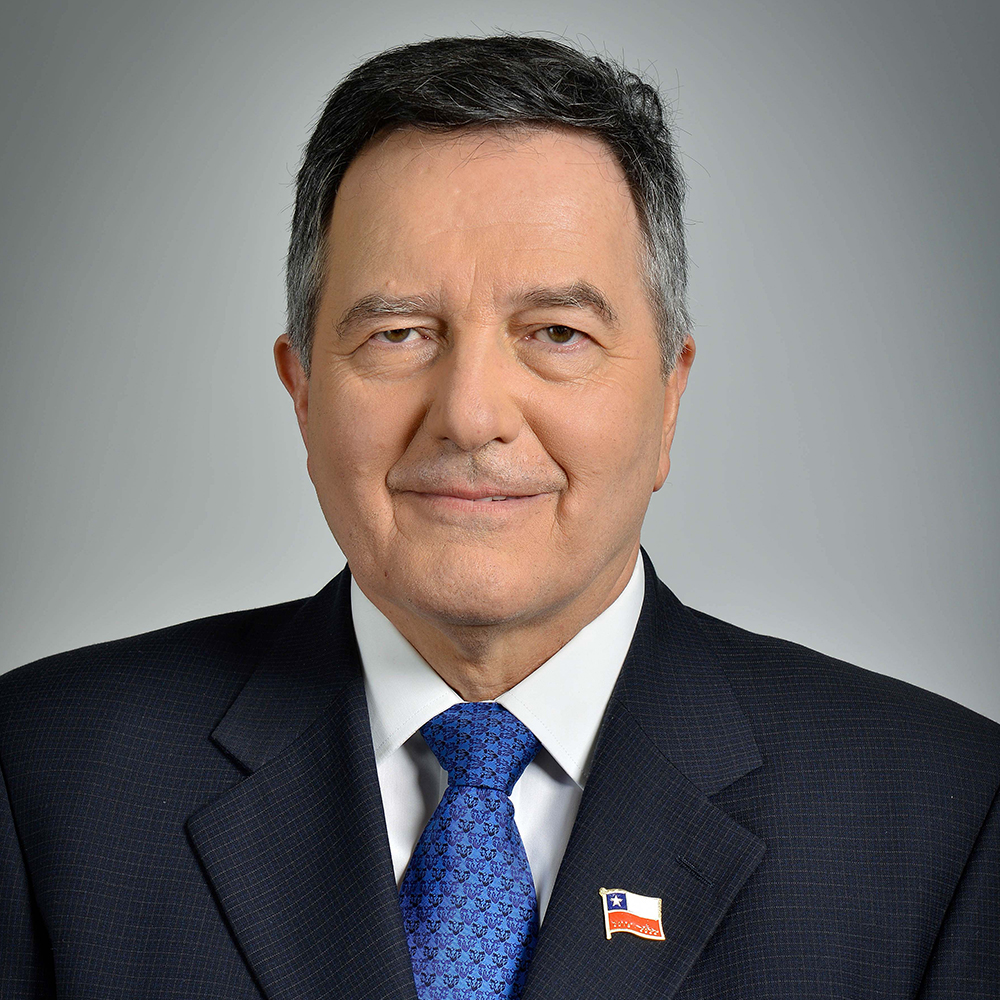
Roberto Ampuero, 2018

1993 kehrte Roberto Ampuero in sein Heimatland zurück und lebt dort als freier Schriftsteller und Kolumnist der Zeitungen La Tercera und El Mercurio, unterbrochen von einem Aufenthalt in Schweden und einem Studium an der University of Iowa, wo er 2006 mit einer Dissertation über Jorge Edwards promoviert wurde und wo er zugleich als Dozent für Spanisch tätig war.
Von 2011 bis 2013 war Ampuero chilenischer Botschafter in Mexiko. Im Juni 2013 wurde er zum Präsidenten des Chilenischen Kulturrates (Consejo Nacional de la Cultura y las Artes de Chile) mit Ministerrang ernannt. Vom 11. März 2018 bis zum 13. Juni 2019 war Roberto Ampuero chilenischer Außenminister in der Regierung Sebastián Piñera. Seit September 2019 ist er chilenischer Botschafter in Spanien.

## Werke

### Belletristik
- 1984: Ein Känguruh in Bernau, Aufbau-Verlag, Berlin.
  - spanische Übersetzung 2001: El hombre golondrina, Editorial Planeta, Santiago de Chile.
- 1986: Der Pfirsichkrieg, Kinderbuchverlag, Berlin.
  - spanische Übersetzung 2001: La guerra de los duraznos, Editorial Andrés Bello, Santiago de Chile.
- 1993: ¿Quién mató a Cristián Kustermann?, Editorial Planeta.
  - deutsche Übersetzung 1994: Der Schlüssel liegt in Bonn, Eisbär-Verlag, Berlin.
- 1994: Boleros en La Habana, Editorial Planeta, Santiago de Chile.
  - deutsche Übersetzung 1997: Bolero in Havanna, Verlag Das Neue Berlin, Berlin.
- 1996: El alemán de Atacama, Editorial Planeta, Santiago de Chile.
  - deutsche Übersetzung 2012:  Tod in der Atacama, Bloomsbury, Berlin.
- 1999: Nuestros años verde olivo, Editorial Planeta, Santiago de Chile.
- 2003: Los amantes de Estocolmo, Editorial Planeta, Santiago de Chile.
- 2004: Cita en el Azul Profundo, Editorial Planeta, Santiago de Chile.
- 2005: Halcones de la noche, Editorial Planeta, Santiago de Chile.
- 2006: Pasiones griegas, Editorial Planeta, Santiago de Chile.
- 2008: El caso Neruda, Editorial Norma.
  - deutsche Übersetzung 2009: Der Fall Neruda, Bloomsbury, Berlin.
- 2012: El último tango de Salvador Allende, Plaza Janés, Barcelona.
  - deutsche Übersetzung 2013: Der letzte Tango des Salvador Allende, Bloomsbury, Berlin, ISBN 978-3-8270-1110-7.